# Lycium glomeratum
Lycium glomeratum är en potatisväxtart som beskrevs av Sendt. Lycium glomeratum ingår i släktet bocktörnen, och familjen potatisväxter. Inga underarter finns listade i Catalogue of Life.